# Northrop (Minnesota)
Pour les articles homonymes, voir Northrop (homonymie).
Northrop est une municipalité américaine située dans le comté de Martin au Minnesota.

## Géographie
La municipalité s'étend en 2010 sur une superficie de 0,15 mille carré (0,39 km2).

## Histoire
Fondée en 1899, la ville est nommée en l'honneur de Cyrus Northrop (en), président de l'université du Minnesota. Elle devient une municipalité en 1933.

## Démographie
Lors du recensement de 2010, la population de Northrop est de 227 habitants.